# Gerd Neuser
Gerd Neuser (* 18. Februar 1945 in Siegen; † 27. Januar 2022) war ein deutscher Fußballtrainer, der zu Beginn der 1990er Jahre mit fünf deutschen Meisterschaften und fünf Pokalsiegen zu den erfolgreichsten Trainern im Frauenfußball in Deutschland gehörte.

## Leben
Der Blumengroßhändler Neuser war zuvor sportlich als Jugendspieler des Fußballvereins Grün-Weiß Siegen und später auch in der Siegerländer Tennisszene aktiv gewesen, als er 1978 als „Allzweckwaffe“ bei der Damenabteilung des TSV Siegen einstieg: Er wurde Trainer, Talentsucher, Manager, Pressesprecher und später auch noch Arbeitgeber, z. B. für Silvia Neid. Unter seiner Regie entwickelte sich die Frauenabteilung zu einer Hochburg im bundesdeutschen Frauenfußball. 
In der letzten Juli-Woche des Jahres 1985 gelang es Neuser, ein halbes Dutzend Nationalspielerinnen ins Siegerland zu holen: Silvia Neid, Petra Bartelmann, Andrea Haberlaß, Sissy Raith und nicht zuletzt seine Ehefrau Rosi Neuser, geb. Jung. Rosi Neuser entstammte dem TSV Siegen, spielte jedoch frühzeitig bei der damaligen Frauenfußball-Hochburg SSG Bergisch Gladbach und war Torhüterin der Frauen-Nationalelf.
Am 28. Juni 1987 feierte Gerd Neuser mit seinem Team vor 6500 Zuschauern im Siegener Leimbachstadion seine erste deutsche Meisterschaft. Neuser wiederholte diesen Triumph viermal: 1990, 1991 und 1992 mit einem Titel-Hattrick sowie 1994. Dazu kamen jeweils im Berliner Olympiastadion fünf Endspielsiege um den Damen-Vereinspokal.
Im Sommer 1994 kam es jedoch zu einem großen Zerwürfnis zwischen Neuser und dem seinerzeitigen Vorsitzenden des TSV Siegen, und man trennte sich nicht freundschaftlich. Im Juli 1996 wechselte die Damenmannschaft komplett vom TSV zu den Sportfreunden Siegen, nachdem sie zuvor unter dem neuen Trainer Dieter Richard zum sechsten Mal deutscher Meister geworden war.
Gerd Neuser zog sich vollkommen vom Fußball zurück.